# Trouble T Roy
Troy Dixon (19 de outubro de 1967 - 15 de julho de 1990) foi um dançarino de hip hop estadunidense, que trabalhou junto com o grupo Heavy D & the Boyz e o cantor solo Pete Rock, sendo conhecido como um dos melhores da história. Faleceu de forma trágica enquanto estava trabalhando, resvalou e bateu a cabeça. Foi enviado ao hospital, mas não resistiu, falecendo em 15 de julho de 1990.